# Melitón Camaño
Melitón Camaño (n. Santiago del Estero, Argentina; 1868 - f. El Palomar; 29 de agosto de 1931) fue un periodista argentino.

## Biografía
Nació el 8 de agosto de 1868 en la ciudad de Santiago del Estero.
Muy joven perdió a su padre y la familia se trasladó a Tucumán, donde quedó radicada desde entonces. Estudió en la Escuela Normal de San Miguel de Tucumán y en el Colegio Nacional. Mientras estudiaba, fue bibliotecario de la Sociedad Sarmiento. 
En la Facultad de Derecho de Buenos Aires, se graduó de abogado en 1895. Vuelto a Tucumán, ese año fue designado Defensor de Pobres; en 1897, juez de Instrucción, y en 1899, fiscal federal. Desempeñó por un período, en 1901, la presidencia del Consejo General de Educación. Inició luego una intensa actuación política en las filas conservadoras, que absorbería el resto de su vida.
En 1902 fue elegido senador provincial por Monteros, y luego representó a Leales, de 1903 a 1907 y de 1910 a 1914. Como presidente del cuerpo, ocupó interinamente la gobernación.
Fue diputado nacional por Tucumán, en los periodos 1913-14, 1914-1918, 1919-20 y 1926-39. Se desempeñó asimismo como concejal y presidente del Concejo Deliberante.
Como periodista fundó y dirigió el periódico El Demócrata. El mismo nombre que el partido que fundó en 1905, para sostener al gobierno del doctor José Antonio Olmos. 
Camaño fue un activo protagonista durante el juicio político al gobernado Juan Bautista Bascary, en 1917. 
También, como diputado nacional, en los debates sobre la neutralidad argentina durante la Primera Guerra Mundial, así como las polémicas públicas que mantuvo en el Teatro Verdi, de La boca, con Federico Pineda, ante el proyecto socialista de levantar la protección aduanera del azúcar.
Actualmente el pasaje Melitón Camaño, ubicado en Barrio Sur, en San Miguel de Tucumán, recuerda su personalidad. El mismo se encuentra entre calles José Rondeau y Av. Roca, y entre Av. Jujuy y Batalla de Ayacucho; muy próximo al Hospital del Niño Jesús. 